# Love Will Tear Us Apart
Love Will Tear Us Apart (englisch für „Liebe wird uns auseinanderreißen“) ist der bekannteste Song der britischen Post-Punk-/Dark-Wave-Band Joy Division.

## Geschichte
Der Song wurde im April 1980, kurz vor dem Suizid des Sängers und Texters von Joy Division, Ian Curtis, veröffentlicht und erreichte in den britischen Singlecharts Position 13.
Love Will Tear Us Apart wurde drei Mal vollständig aufgenommen. Die drei Aufnahmen im November 1979, im Januar 1980 sowie im März 1980 unterscheiden sich unter anderem durch eine Textvariante in der zweiten Strophe. In der Version von November 1979 (aufgenommen für eine Peel Session) heißt es „have our feelings run dry“ (Sind unsere Gefühle versiegt?), in den Versionen von Januar und März 1980 heißt es „our respect run so dry“ (Ist unser Respekt so versiegt?). Die letzte Version ist ebenfalls auf Substance vertreten.
Im Juni 1980 wurde der Song als 12" Maxi-Single bei Factory Records unter der Katalognummer FAC 23 veröffentlicht. Die B-Seite der Maxi enthält wie auch die Original 7"-Single neben einer alternativen Version des Titels den Song These Days. Um beide Stücke auf der Rückseite der 7"-Single unterbringen zu können, hat diese – für Singles ungewöhnlich – die gleiche Abspielgeschwindigkeit von 33 ⅓ Umdrehungen pro Minute wie Langspielplatten. Die alternative Version von Love Will Tear Us Apart unterscheidet sich besonders durch eine andere Phrasierung des Gesangs während der Strophen und ist etwas schneller. Das ansonsten schwarze Cover der Maxi zeigt die schwarzweiße Fotografie einer liegenden Engelsfigur des französischen Fotografen Bernard Pierre Wolff. Auch für das Cover des Joy-Division-Albums Closer wurde eine Fotografie von Bernard Pierre Wolff gewählt.
1983 wurde Love Will Tear Us Apart noch einmal veröffentlicht, diesmal erreichte es Position 19 in den britischen Charts. Der Song befindet sich außerdem auf der 1988 erschienenen Compilation Substance und auf dem Soundtrack zum Film Donnie Darko aus dem Jahr 2001.
Love Will Tear Us Apart wurde im Jahr 2003 vom New Musical Express zur besten Single aller Zeiten gewählt und ist in der Liste der 500 größten Songs aller Zeiten des Rolling Stone Magazines auf Platz 181 aufgeführt.

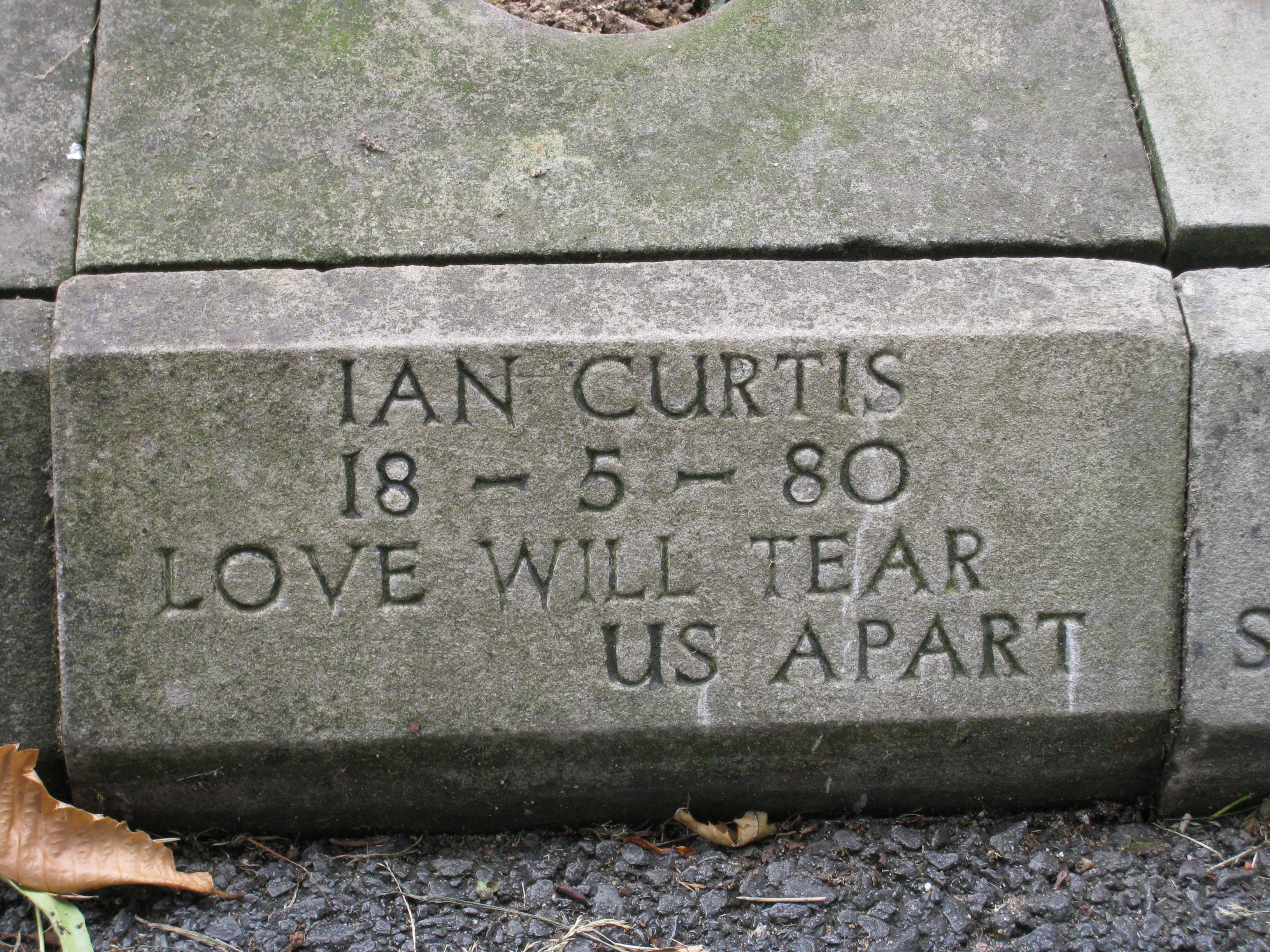
Curtis’ Grabstätte

Curtis’ Witwe Deborah ließ den Satz „Love Will Tear Us Apart“ auf den Grabstein ihres Mannes meißeln, welcher im Juli 2008 von Unbekannten gestohlen wurde und durch einen neuen Stein ersetzt werden musste.

## Musikvideo
Der in Farbe gedrehte Videoclip beginnt mit einer eine links gewendelte Treppe hinaufführenden Kamerafahrt zu einer Tür, die von einer Hand durch den Türspalt von innen geöffnet wird. Auf der Holztür befinden sich diverse Namenszüge, so auch die Kürzel der Bandmitglieder. Die Tür schwingt zur Einleitung des Musikstücks mehrmals auf und zu und gibt schließlich den Blick in eine leere Fabrikhalle frei. Die nächste Einstellung zeigt zuerst Bernard Sumners Hand, die einen Synthesizer spielt, dann Stephen Morris am Schlagzeug, schließlich Peter Hook am Bass. Es folgt eine Totale auf die gesamte Gruppe in der Halle, umringt von Musikequipment und Scheinwerfern. In der Mitte steht der Sänger Ian Curtis mit einer weißen E-Gitarre.
Im weiteren Verlauf sind abwechselnd die Bandmitglieder zu sehen, wobei die Kamera gelegentlich schwenkt und die einzelnen Musiker in einer halbnahen Einstellung von vorne filmt. Am Ende des Videos wird erneut die Tür gezeigt, die wie am Anfang des Clips von der Geisterhand geöffnet wird, um den Blick auf die nunmehr wieder menschenleere Lagerhalle freizugeben.
Ein rotes Glühen bzw. eine Überstrahlung als Effekt (möglicherweise auch ein beabsichtigter Fehler) verleiht dem Video in der Anfangs- und Schlussszene eine zusätzliche unwirkliche Komponente.
Das Video wurde am 18. April oder am 28. April 1980 in TJ Davidson’s Rehearsal Studio, einem ehemaligen Lagergebäude in Manchester, aufgenommen. Kameramann war Peter Mackay, Regie führte Stuart Orme.

## Kommerzieller Erfolg

### Chartplatzierungen
| ChartsChartplatzierungen     | Höchstplatzierung | Wochen |
| ---------------------------- | ----------------- | ------ |
| Vereinigtes Königreich (OCC) | 13 (26 Wo.)       | 26     |

### Auszeichnungen für Musikverkäufe
| Land/Region                  | Auszeichnungen für Musikverkäufe (Land/Region, Auszeichnung, Verkäufe) | Verkäufe  |
| ---------------------------- | ---------------------------------------------------------------------- | --------- |
| Italien (FIMI)               | Gold                                                                   | 25.000    |
| Neuseeland (RMNZ)            | Platin                                                                 | 30.000    |
| Spanien (Promusicae)         | Gold                                                                   | 30.000    |
| Vereinigtes Königreich (BPI) | 2× Platin                                                              | 1.200.000 |
| Insgesamt                    | 2× Gold · 3× Platin ·                                                  | 1.285.000 |

## Coverversionen
Es existieren zahlreiche Coverversionen des Songs, unter anderem von:
- Die Art
- Phillip Boa
- Calexico
- Chuzpe
- Culture Kultür auf ihrem 2010 erschienenen Album Spirit (Caustic Records) und Scott Matthew
- The Cure
- Evelyn Evelyn
- Fall Out Boy (als Acoustic-Version auf der Platte My Heart Will Always Be The B-Side To My Tongue zu finden)
- The Frames
- José González
- Adam Green
- In the Nursery
- John Jones von der Oysterband mit June Tabor (auf der Live-CD The Big Session Vol. 1)
- The King
- Moonspell
- Nada Surf (als Bootleg)
- New Order
- Nerina Pallot
- Nouvelle Vague
- The Shanes
- Squarepusher
- Susanna and the Magical Orchestra
- Swans
- Unbroken
- Paul Young
- Fatima Spar and the Freedom Fries
- als Bootleg existiert eine Version von Arcade Fire mit U2.
- Eine Coverversion von R Plus und Amelia Fox wurde insbesondere im Tensnake-Remix bekannt.